# Komitet Sportowy Armii Zaprzyjaźnionych
Komitet Sportowy Armii Zaprzyjaźnionych (SKDA) – założona w 1958 roku instytucja patronująca sportowi żołnierskiemu w krajach socjalistycznych. Komitet organizował Spartakiady Armii Zaprzyjaźnionych (letnie i zimowe). W 1991 roku doszło do połączenia SKDA i CISM. Powstała organizacja przyjęła nazwę CISM (Conseil International du Sport Militaire). Polska była członkiem SKDA. Od 1991 roku stała się członkiem nowej organizacji CISM.